# Moving Picture Company
La Moving Picture Company (MPC) és una empresa britànica d'efectes visuals i producció. La seva seu és a Soho, Londres, i té instal·lacions situades a Los Angeles, Nova York, Montreal, Amsterdam, Bengaluru, París, Berlín i Xangai. És una filial de Technicolor SA.
Els serveis creatius d'MPC inclouen el disseny de concepte, visualització, supervisió de gravació, composició 2D, efectes 3D i CGI, animació i disseny de moviment, de desenvolupament de software, realitat mixta i producció virtual.
L'estudi ha rebut tres Premis de l'Acadèmia per la seva tasca en les pel·lícules de 1917, El Llibre de la Selva i de la Vida de Pi i tres premis BAFTA per les pel·lícules 1917, El Llibre de la Selva, i Harry Potter i les Relíquies de la mort Hallows: Part 2.

## Història
MPC va ser fundada al 1970, començant com una empresa de producció per anuncis de TV. En 1974, l'estudi va començar a aprofundir en el vídeo, adquirint grabadores de video de transmissió estàndard i càmeres de televisió. MPC va continuat creixent; va avançar en la postproducció de video i en 1983 va ser coneguda per la postproducció i efectes visuals per a la publicitat i llargmetratges d'indústries cinematogràfiques.
Mike Luckwell va vendre MPC a Carlton Comunicacions en 1983, i en fer-ho, es va convertir en director general de Carlton's i el major accionista individual. El 2004, durant la fusió de Carlton amb Granada per a crear ITV de Londres, MPC va ser venuda al grup francès Thomson SA per £52.7 milions. Després de l'adquisició, Thomson, ara conegut com a Technicolor SA, va fer créixer MPC amb l'adquisició de més treballs a la indústria fílmica. A finals de la dècada MPC va ser una de les principals emperses d'efectes visuals.

### Expansió
MPC Cinema va començar amb un petit equip de Londres i s'ha estès a més de 3000 empleats a tot el món.
Al 2007, MPC Film va crear un nou equipament a Vancouver, on un equip de nucli – alguns provinents de Londres i d'altres nadius de Vancouver-, va començar a treballar en Zack Snyders' Watchmen. Des de aleshores, MPC Vancouver va treballar en un nombre de pel·lícules, entre elles Gratacels, Alfa i Bèsties Fantàstiques i On Trobar-Los. No obstant això, la oficina de Vancouver acabaria anunciant el seu tancament el 2019.
L'estiu de 2008 va tenir la inauguració del MPC LA, comercials de post botiga operativa a Santa Mònica, Califòrnia. Desde aleshores han completat llocs de treball per a directors comercials, incloent Fredrik Bond, Filip Engstrom i Traktor així com completar spots de Super Bowl.
Al mateix temps que la inauguració a Santa Mònica, va néixer MPC Digital per crear i reutilitzar actius digitals per a Internet, així com noves aplicacions multimèdia i dispositius de mà. El MPC Datalab ofereix un servei per a gestionar l'adquisició digital i estableix fluxos de treball HD sense tapes.
Després de vuit anys a la seva ubicació a Santa Mònica, MPC es va traslladar a un estudi de més de 25.000 metres quadrats a Culver City. MPC film va posar en marxa els serveis creatius dels estudis incloent disseny de concepte i de producció, de visualització, de desenvolupament de negoci, producció virtual i VFX Supervisor de representació. Publicitat MPC va destinar recursos a VFX, color i acabat. L'espai també acull la infraestructura VR/AR i el seu braç de producció de continguts, MPC Creatiu.
MPC Bangalore es va inaugurar oficialment a l'octubre de 2010. Connectat a la línia i la producció de la xarxa d'MPC, MPC Bangalore, és capaç de compartir el desenvolupament de software i eines pròpies.
A l'inici de 2011, MPC NYC es va inaugurar oficialment al SoHo, oferint un ventall de serveis integrats i va aportar Color Grading, Digital, Disseny i Producció de Serveis a través de mercats dels EUA.
MPC Film també va obrir un estudi a Mont-real al 2013 i des de llavors ha treballat en pel·lícules com, l'Estranger: Pacte, Blade Runner 2049, Ghost in the Shell, El Més gran Showman, L'aparició (revenant) i La de Mart.
L'estudi va rebre una nominació a l'oscar per a una de les seves primeres pel·lícules X-Men: Days of Future Past.

## Persones destacades, patrocinadors, i projectes

### Col·laboradors de llarga durada
Durant els darrers 50 anys, MPC Film ha treballat amb notables directors i supervisors VFX. Entre ells, Tim Burton, Ridley Scott, de Zack Snyder, Jon Favreau, David Yates i Kenneth Branagh han treballat amb MPC en molts dels seus projectes.
El director de cinema britànic Ridley Scott ha treballat amb MPC a una àmplia gamma de les seves pel·lícules com Robin Hood, Prometeu i El Marcià, l'últim en rebre el Premi de l'Acadèmia, BAFTA i VES nominacions.
Al 2016, pel remake d' El Llibre de la Selva del director Jon Favreau, un equip de més de 800 artistes gràfics d'ordinador van treballat durant més d'un any, animant més de 54 espècies d'animals, elaborant entorns CG completament, i simulant terra, foc i aigua. Es van crear 224 animals únics amb nous programes d'ordinador que van ser creats per millorar la simulació dels músculs, la pell i el pelatge. Per cada tir i de cada moviment, artistes d'animació van seguir una extença recerca en comportament animal, de manera que fins i tot els comportaments i trets més subtils s'haurien de traduir en actuacions que l'audiència hauria de reconèixer sobre el regne animal. Més recentment, MPC va treballar a Disney amb El Rei Lleó, dirigida també per Jon Favreau. Els supervisors VFX d'MPC son Adam Valdez i Elliot Newman.
Tim Burton ha treballat amb MPC des de principis dels anys 2000 a projectes com Núvia Cadàver, "Sweeney Todd: The Demon Barber of Fleet Street, Charlie i la Fàbrica de Xocolata, Dark Shadows i Dumbo.
MPC també ha col·laborat amb el Director Zack Snyder, a <i id="mwmw">Watchmen</i>, Ximple cop de Puny, l'Home d'Acer, Batman V Superman: l'Alba de la Justícia i de la Lliga de la Justícia.
MPC representa supervisors VFX com Erik Nash, Richard Stammers, Adam Valdez i Nick Davis.
Els patrocinadors més freqüents d'MPC son: Sony, Coca-Cola, Warner Bros., Disney, HBO, Samsung, NBCUniversal, BMW, Hennessy, i ViacomCBS.

### Humans Digitals
El treball d'MPC en éssers humans digitals, inclou la feina en Rachael per a Blade Runner 2049 i Arnold Schwarzenegger per Terminator Genisys on el T-800 té la forma d'Arnold Schwarzenegger de 1984.
MPC té un laboratori R + D, anomenat "laboratori d'ombra", on es desenvolupen diferents tecnologies noves, entre elles els humans digitals.

### Gènesi
En els darrers anys, equip de l'R + I de Technicolor va treballar amb MPC la divisió d'R + D per crear un entorn de producció virtual, un aplataforma anomenada Gènesi; Gènesi és la plataforma de producció virtual d'MPC.
| Year | Project                                      | Award         | For                                                                                                | Result    |
| ---- | -------------------------------------------- | ------------- | -------------------------------------------------------------------------------------------------- | --------- |
| 2020 | 1917                                         | Academy Award | Best Visual Effects                                                                                | Guanyador |
| 2020 | 1917                                         | BAFTA Award   | Best Special Visual Effects                                                                        | Guanyador |
| 2020 | The Lion King                                | Academy Award | Best Visual Effects                                                                                | Nominat   |
| 2020 | The Lion King                                | BAFTA Award   | Best Special Visual Effects                                                                        | Nominat   |
| 2020 | The Lion King                                | VES Award     | Outstanding Visual Effects in a Photoreal feature                                                  | Guanyador |
| 2020 | The Lion King                                | VES Award     | Outstanding Created Environment in a Photoreal feature                                             | Guanyador |
| 2020 | The Lion King                                | VES Award     | Outstanding Effects Simulations in a Photoreal feature                                             | Nominat   |
| 2020 | The Lion King                                | VES Award     | Outstanding Supporting Visual Effects in a Photoreal feature                                       | Nominat   |
| 2018 | Blade Runner 2049                            | VES Award     | Outstanding Animated Character in a Photoreal Feature                                              | Nominat   |
| 2018 | Blade Runner 2049                            | HPA Award     | Outstanding Visual Effects - Feature Film                                                          | Nominat   |
| 2017 | The Jungle Book                              | Academy Award | Best Visual Effects                                                                                | Guanyador |
| 2017 | The Jungle Book                              | BAFTA Award   | Best Achievement in Special Visual Effects                                                         | Guanyador |
| 2017 | The Jungle Book                              | VES Award     | Outstanding Achievement in Character Animation in a Live Action Production                         | Guanyador |
| 2017 | The Jungle Book                              | HPA Award     | Outstanding Visual Effects - Feature Film                                                          | Guanyador |
| 2017 | The Jungle Book                              | Annie Award   | Outstanding Visual Effects in a Photoreal Feature                                                  | Guanyador |
| 2017 | Sully                                        | VES Award     | Outstanding Supporting Visual Effects in a Photoreal Feature                                       | Nominat   |
| 2016 | The Martian                                  | Academy Award | Best Visual Effects                                                                                | Nominat   |
| 2016 | The Martian                                  | BAFTA Award   | Best Achievement in Special Visual Effects                                                         | Nominat   |
| 2016 | The Martian                                  | VES Award     | Outstanding Visual Effects in a Photoreal Feature                                                  | Nominat   |
| 2015 | Guardians of the Galaxy                      | Academy Award | Best Visual Effects                                                                                | Nominat   |
| 2015 | Guardians of the Galaxy                      | BAFTA Award   | Best Special Visual Effects                                                                        | Nominat   |
| 2015 | Guardians of the Galaxy                      | VES Award     | Outstanding Visual Effects in a Visual Effects-Driven Photoreal/Live Action Feature Motion Picture | Nominat   |
| 2015 | Game of Thrones: Season 4                    | VES Award     | Outstanding Compositing in a Photoreal/Live Action Broadcast Program                               | Guanyador |
| 2015 | X-Men: Days of Future Past                   | Academy Award | Best Visual Effects                                                                                | Nominat   |
| 2015 | X-Men: Days of Future Past                   | BAFTA Award   | Best Special Visual Effects                                                                        | Nominat   |
| 2015 | X-Men: Days of Future Past                   | VES Award     | Outstanding Visual Effects in a Visual Effects-Driven Photoreal/Live Action Feature Motion Picture | Nominat   |
| 2015 | Into the Woods                               | HPA Award     | Outstanding Visual Effects - Feature Film                                                          | Nominat   |
| 2015 | Maleficent                                   | VES Award     | Outstanding Visual Effects in a Visual Effects-Driven Photoreal/Live Action Feature Motion Picture | Nominat   |
| 2015 | Maleficent                                   | HPA Award     | Outstanding Visual Effects - Feature Film                                                          | Nominat   |
| 2014 | The Secret Life of Walter Mitty              | VES Award     | Outstanding Supporting Visual Effects in a Feature Motion Picture                                  | Nominat   |
| 2014 | The Lone Ranger                              | Academy Award | Best Visual Effects                                                                                | Nominat   |
| 2014 | The Lone Ranger                              | VES Award     | Outstanding Supporting Visual Effects in a Feature Motion Picture                                  | Guanyador |
| 2013 | Prometheus                                   | Academy Award | Best Visual Effects                                                                                | Nominat   |
| 2013 | Prometheus                                   | BAFTA Award   | Best Special Visual Effects                                                                        | Nominat   |
| 2013 | Prometheus                                   | VES Award     | Outstanding Visual Effects in a Visual Effects-Driven Feature Motion Picture                       | Nominat   |
| 2013 | Life of Pi                                   | Academy Award | Best Visual Effects                                                                                | Guanyador |
| 2013 | Life of Pi                                   | BAFTA Award   | Best Special Visual Effects                                                                        | Guanyador |
| 2013 | Life of Pi                                   | VES Award     | Outstanding Visual Effects in a Visual Effects-Driven Feature Motion Picture                       | Guanyador |
| 2012 | Harry Potter and the Deathly Hallows: Part 2 | Academy Award | Best Visual Effects                                                                                | Nominat   |
| 2012 | Harry Potter and the Deathly Hallows: Part 2 | BAFTA Award   | Best Special Visual Effects                                                                        | Guanyador |
| 2012 | Harry Potter and the Deathly Hallows: Part 2 | VES Award     | Outstanding Visual Effects in a Visual Effects-Driven Feature Motion Picture                       | Nominat   |
| 2012 | Sherlock Holmes: A Game of Shadows           | VES Award     | Outstanding Supporting Visual Effects in a Feature Motion Picture                                  | Nominat   |
| 2012 | Pirates of the Caribbean: On Stranger Tides  | VES Award     | Outstanding Visual Effects in a Visual Effects Driven Feature Motion Picture                       | Nominat   |
| 2011 | Harry Potter and the Deathly Hallows: Part 1 | Academy Award | Best Visual Effects                                                                                | Nominat   |
| 2011 | Harry Potter and the Deathly Hallows: Part 1 | BAFTA Award   | Best Special Visual Effects                                                                        | Nominat   |
| 2011 | Robin Hood                                   | VES Award     | Outstanding Supporting Visual Effects in a Feature Motion Picture                                  | Nominat   |
| 2010 | Harry Potter and the Half Blood Prince       | BAFTA Award   | Best Special Visual Effects                                                                        | Nominat   |
| 2009 | The Chronicles of Narnia: Prince Caspian     | VES Award     | Outstanding Visual Effects in an Effects Driven Feature Motion Picture                             | Nominat   |
| 2009 | The Chronicles of Narnia: Prince Caspian     | VES Award     | Outstanding Compositing in a Feature Motion Picture                                                | Nominat   |
| 2007 | Poseidon                                     | Academy Award | Best Visual Effects                                                                                | Nominat   |
| 2006 | Kingdom of Heaven                            | VES Award     | Outstanding Supporting Visual Effects in a Motion Picture                                          | Guanyador |
| 2006 | Harry Potter and the Goblet of Fire          | VES Award     | Outstanding Compositing in a Motion Picture                                                        | Nominat   |
| 2006 | The Curse of the Were-Rabbit                 | Annie Award   | Best Animated Effects                                                                              | Guanyador |

## Filmografia
- Out of Order (1987)
- Richard III (1995)
- Hackers (1995)
- GoldenEye (1995)
- Muppet Treasure Island (1996)
- Brassed Off (1996)
- Hamlet (1996)
- Roseanna's Grave (1997)
- The Borrowers (1997)
- Tomorrow Never Dies (1997)
- The Mask of Zorro (1998)
- The World Is Not Enough (1999)
- High Fidelity (2000)
- The Miracle Maker (2000)
- Circus (2000)
- Snatch (2000)
- Enemy at the Gates (2001)
- Disco Pigs (2001)
- Late Night Shopping (2001)
- Lara Croft: Tomb Raider (2001)
- High Heels and Low Lifes (2001)
- Kiss Kiss (Bang Bang) (2001)
- The Emperor's New Clothes (2001)
- Gabriel & Me (2001)
- Crush (2001)
- Dust (2001)
- Mike Bassett: England Manager (2001)
- Harry Potter film series (2001–2011)
- Ali G Indahouse (2002)
- The Abduction Club (2002)
- The Adventures of Pluto Nash (2002)
- Doctor Sleep (2002)
- The Heart of Me (2002)
- 28 Days Later (2002)
- Die Another Day (2002)
- The Gathering (2002)
- Dot the i (2002)
- Ned Kelly (2003)
- Octane (2003)
- Lara Croft: Tomb Raider – The Cradle of Life (2003)
- Calendar Girls (2003)
- The Medallion (2003)
- Blackball (2003)
- Cheeky (2003)
- Sylvia (2003)
- Big Fish (2003)
- Suzie Gold (2004)
- Ella Enchanted (2004)
- Stage Beauty (2004)
- Troy (2004)
- Around the World in 80 Days (2004)
- Alien vs. Predator (2004)
- Wimbledon (2004)
- Alexander (2004)
- Kingdom of Heaven (2005)
- Match Point (2005)
- Batman Begins (2005)
- Charlie and the Chocolate Factory (2005)
- Corpse Bride (2005)
- Wallace & Gromit: The Curse of the Were-Rabbit (2005)
- Isolation (2005)
- The River King (2005)
- Opal Dream (2006)
- Poseidon (2006)
- The Da Vinci Code (2006)
- The Wind That Shakes the Barley (2006)
- X-Men: The Last Stand (2006)
- Little Man (2006)
- Stormbreaker (2006)
- Scoop (2006)
- The Banquet (2006)
- Amazing Grace (2006)
- Sixty Six (2006)
- Casino Royale (2006)
- Curse of the Golden Flower (2006)
- The Good Night (2007)
- Sunshine (2007)
- Elizabeth: The Golden Age (2007)
- Fred Claus (2007)
- 1408 (2007)
- Sweeney Todd: The Demon Barber of Fleet Street (2007)
- 10,000 BC (2008)
- The Chronicles of Narnia: Prince Caspian (2008)
- Quantum of Solace (2008)
- Watchmen (2009)
- Angels & Demons (2009)
- Night at the Museum: Battle of the Smithsonian (2009)
- G.I. Joe: The Rise of Cobra (2009)
- Dorian Gray (2009)
- Surrogates(2009)
- Percy Jackson & the Olympians: The Lightning Thief (2010)
- The Wolfman (2010)
- Clash of the Titans (2010)
- Robin Hood (2010)
- Prince of Persia: The Sands of Time (2010)
- The A-Team (2010)
- The Chronicles of Narnia: The Voyage of the Dawn Treader (2010)
- Source Code (2011)
- Fast Five (2011)
- Pirates of the Caribbean: On Stranger Tides (2011)
- X-Men: First Class (2011)
- Sucker Punch (2011)
- Sherlock Holmes: A Game of Shadows (2011)
- Journey 2: The Mysterious Island (2012)
- John Carter (2012)
- Wrath of the Titans (2012)
- Dark Shadows (2012)
- Prometheus (2012)
- Total Recall (2012)
- Life of Pi (2012)
- Skyfall (2012)
- Jack the Giant Slayer (2013)
- Fast & Furious 6 (2013)
- Man of Steel (2013)
- World War Z (2013)
- The Lone Ranger (2013)
- Red 2 (2013)
- Percy Jackson: Sea of Monsters (2013)
- The Counselor (2013)
- 47 Ronin (2013)
- The Secret Life of Walter Mitty (2013)
- The Monuments Men (2014)
- 300: Rise of an Empire (2014)
- The Amazing Spider-Man 2 (2014)
- X-Men: Days of Future Past (2014)
- Maleficent (2014)
- X-Men: Days of Future Past (2014)
- Godzilla (2014)
- Edge of Tomorrow (2014)
- Jersey Boys (2014)
- Into the Storm (2014)
- Guardians of the Galaxy (2014)
- The Hunger Games: Mockingjay – Part 1 (2014)
- Exodus: Gods and Kings (2014)
- Night at the Museum: Secret of the Tomb (2014)
- Into the Woods(2014)
- American Sniper (2014)
- Seventh Son (2015)
- Fifty Shades of Grey (2015)
- Cinderella (2015)
- Furious 7 (2015)
- Terminator Genisys (2015)
- Fantastic Four (2015)
- The Martian (2015)
- Pan (2015)
- Goosebumps (2015)
- Spectre (2015)
- The Hunger Games: Mockingjay – Part 2 (2015)
- Victor Frankenstein (2015)
- The Revenant (2015)
- The Finest Hours (2016)
- Zoolander 2 (2016)
- Batman v Superman: Dawn of Justice (2016)
- The Jungle Book (2016)
- X-Men: Apocalypse (2016)
- Independence Day: Resurgence (2016)
- The Legend of Tarzan (2016)
- Ghostbusters (2016)
- Suicide Squad (2016)
- Sully (2016)
- Miss Peregrine's Home for Peculiar Children (2016)
- Fantastic Beasts and Where to Find Them (2016)
- Passengers (2016)
- A Monster Calls (2016)
- Monster Trucks (2017; special effects and animation; with Mr. X)
- xXx: Return of Xander Cage (2017)
- Fifty Shades Darker (2017)
- Ghost in the Shell (2017)
- King Arthur: Legend of the Sword (2017)
- Alien: Covenant (2017)
- Pirates of the Caribbean: Dead Men Tell No Tales (2017)
- Wonder Woman (2017)
- The Mummy (2017)
- Transformers: The Last Knight (2017)
- The Dark Tower (2017)
- Kingsman: The Golden Circle (2017)
- The Mountain Between Us (2017)
- Blade Runner 2049 (2017)
- Murder on the Orient Express (2017)
- Justice League (2017)
- Jumanji: Welcome to the Jungle (2017)
- The Greatest Showman (2017)
- All the Money in the World (2017)
- Fifty Shades Freed (2018)
- A Wrinkle in Time (2018)
- Skyscraper (2018)
- The Darkest Minds (2018)
- The Predator (2018)
- The Nutcracker and the Four Realms (2018)
- Alpha (2018)
- Roma (2018)
- Aquaman (2018)
- Dumbo (2019)
- Dark Phoenix (2019)
- Shazam! (2019)
- Ad Astra (2019)
- Pokémon Detective Pikachu (2019)
- Godzilla: King of the Monsters (2019)
- The Lion King (2019)
- Dora and the Lost City of Gold (2019)
- Noelle (2019)
- Lady and the Tramp (2019)
- Cats (2019)
- 1917 (2019)
- Underwater (2020)
- Dolittle (2020)
- Sonic the Hedgehog (2020)
- The Call of the Wild (2020)
- The New Mutants (2020)
- Artemis Fowl (2020)
- Love and Monsters (2020)
- The One and Only Ivan (2020)
- The SpongeBob Movie: Sponge on the Run (2020)
- Ghostbusters: Afterlife (2021)
- RRR (2021)

### Videoclips
- Portishead, "Sour Times" (1994)
- Spiritualized, "Come Together" (1998)
- Cevin Fisher, "Burning Up" (1998)
- Idlewild, "Actually It's Darkness" (2000)
- Tori Amos, "Strange Little Girl" (2001)
- Kylie Minogue, "Can't Get You Out of My Head" (2001)
- Basement Jaxx, "Where's Your Head At" (2001)
- Madonna, "Die Another Day" (2002)
- Moloko, "Familiar Feeling" (2003)
- Maksim, "Flight of the Bumblebee" (2003)
- Busted, "Sleeping with the Light On" (2003)
- I Am Kloot, "3 Feet Tall" (2003)
- Muse, "Time Is Running Out" (2003)
- Summer Matthews, "Little Miss Perfect" (2003)
- Dizzee Rascal, "Jus' a Rascal" (2003)
- Mark Joseph, "Bringing Back Those Memories" (2004)
- Basement Jaxx, "Plug It In" (2004)
- Brian McFadden, "Real to Me" (2004)
- Brian McFadden, "Irish Son" (2004)
- Beck, "E-Pro" (2005)
- The Dead 60s, "Riot Radio" (2005)
- Rob Thomas, "This Is How a Heart Breaks" (2005)
- LCD Soundsystem, "Tribulations" (2005)
- Test Icicles, "Circle. Square. Triangle" (2005)
- Sugababes, "Push the Button" (2005)
- Franz Ferdinand, "Walk Away" (2005)
- Massive Attack, "Live with Me" (2006)
- Laura Michelle Kelly, "There Was a Time" (2006)
- Richard Ashcroft, "Music Is Power" (2006)
- Serena-Maneesh, "Drain Cosmetics" (2006)
- The Sunshine Underground, "I Ain't Losing Any Sleep" (2006)
- Gomez, "See the World" (2006)
- Badly Drawn Boy, "Nothing's Going to Change" (2006)
- Razorlight, "America" (2006)
- The Killers, "Bones" (2006)
- Baxter Dury, "Francesca's Party" (2006)
- Klaxons, "Golden Skans" (2006)
- Bloc Party, "The Prayer" (2006)
- Kano, "Feel Free" (2007)
- These New Puritans, "Elvis" (2007)
- Depeche Mode, "Wrong" (2009)
- Coldplay, "Strawberry Swing" (2009)
- Depeche Mode, "Personal Jesus 2011" (2011)
- The Temper Trap, "Trembling Hands" (2012)
- Jessie Ware, "Wildest Moments" (2012)
- The Killers, "Miss Atomic Bomb" (2012)
- Flight Facilities, "Clair de Lune" (2012)
- Biffy Clyro, "Black Chandelier" (2012)
- Police Dog Hogan, "Devil Jim" (2012)
- Miles Kane, "Give Up" (2013)
- Bastille, "Pompeii" (2013)
- Bleached, "Next Stop" (2013)
- Gabrielle Aplin, "Panic Cord" (2013)
- Jamie Cullum, "Everything You Didn't Do" (2013)
- Miley Cyrus, "We Can't Stop" (2013)
- Jessie J, "It's My Party" (2013)
- Paloma Faith, "Can't Rely on You" (2014)
- Tiny Ruins, "Carriages" (2014)
- Chet Faker, "Gold" (2014)
- Shabazz Palaces, "#Cake" (2014)
- Flying Lotus featuring Kendrick Lamar, "Never Catch Me" (2014)
- Childish Gambino, "Telegraph Ave. ("Oakland" by Lloyd)" (2014)
- Benjamin Clementine, "Nemesis" (2015)
- Childish Gambino, "Sober" (2015)
- Taylor Swift, "Style" (2015)
- Earl Sweatshirt, "Grief" (2015)
- Brandon Flowers, "Lonely Town" (2015)
- Hyphen Hyphen, "Just Need Your Love" (2015)
- Mumford & Sons, "The Wolf" (2015)
- U2, "Song for Someone" (2015)
- Baauer, "Day Ones" (2016)
- Massive Attack, "Take It There" (2016)
- Michael Kiwanuka, "Black Man in a White World" (2016)
- Adele, "Send My Love (To Your New Lover)" (2016)
- Clean Bandit featuring Louisa Johnson, "Tears" (2016)
- Two Door Cinema Club, "Are We Ready? (Wreck)" (2016)
- Shawn Mendes, "Mercy" (2016)
- The Rolling Stones, "Ride Em' on Down" (2016)
- Coldplay, "Everglow" (2017)
- Michael Kiwanuka, "Cold Little Heart" (2017)
- A Tribe Called Quest, "Dis Generation" (2017)
- Kendrick Lamar, "Element" (2017)
- Mashrou' Leila, "Roman" (2017)
- Khalid, "Saved" (2017)
- Migos, "Stir Fry" (2018)
- Halsey, "Sorry" (2018)
- Niall Horan, "On the Loose" (2018)
- Sigrid, "Raw" (2018)
- Jack White, "Over and Over and Over" (2018)
- Leon Bridges, "Bad Bad News" (2018)
- Leon Bridges, "Bet Ain't Worth the Hand" (2018)
- Gaz Coombes, "Walk the Walk" (2018)
- Jess Glynne, "I'll Be There" (2018)
- Childish Gambino, "This Is America" (2018)
- Sam Smith, "Pray" (2018)
- Plan B, "Guess Again" (2018)
- Dita Von Teese, "A Musical Film" (2018)
- Nothing But Thieves, "Forever & Ever More" (2018)